# Justicia petraea
Justicia petraea är en akantusväxtart som beskrevs av Emery Clarence Leonard. Justicia petraea ingår i släktet Justicia och familjen akantusväxter. Inga underarter finns listade i Catalogue of Life.